# Formica fusca
Espèce
Formica fusca est une espèce européenne de fourmis de couleur noire (fusca en latin signifie sombre). 

## Biologie, comportement
Dans la nature, cette espèce se fait souvent parasiter par l'espèce esclavagiste Formica sanguinea qui imite son odeur ou phéromones.

Elle appartient au sous-genre Serviformica comme Formica cunicularia, Formica gagates, Formica lemani, Formica picea et Formica rufibarbis.
C'est une espèce polygyne (qui possède plusieurs reines) et dont les colonies sont indépendantes. Ces colonies essaiment entre juin et juillet. Les gynes (les différentes reines) mesurent 11 mm et ont des reflets dorés sur le gastre ou abdomen. Elles peuvent vivre 20 ans.
Les ouvrières atteignent 8 mm. Elles hibernent entre novembre et janvier. Chez cette espèce, des scientifiques ont mesuré le métabolisme de fourmis ouvrières - au repos et pendant la course - via leur production de CO2 (à température ambiante). Le rapport moyen (± SD) entre la fréquence respiratoire lors de la course et au repos était de 7,2 ± 1,8. L'énergie dépensée par les ouvrières pour transporter une charge, est proportionnellement comparable à celle qui serait nécessaire pour des vertébrés (dont mammifères), ce qui laisse penser que cette relation a une valeur relativement générale, si ce n'est universelle, avec alors des implications écologiques qui pourraient être importantes.
Les ouvrières de F. fusca sont capables d'apprentissage associatif : au cours d'un conditionnement, elles peuvent associer une odeur à une récompense (nourriture). Elles ont la particularité d'apprendre très rapidement, puisqu'une seule présentation des stimuli leur suffit pour former une mémoire à long terme. Leur mémoire résiste à l'extinction et est donc suffisamment solide pour changer de rôle au sein de la colonie et s'adapter à des situations environnementales instables.
Des fourmis de cette espèce ont pu être conditionnées à détecter des marqueurs olfactifs de tumeurs cancéreuses,,.